# XM (Dateiformat)
Das Extended Module (XM) ist ein Dateiformat für Musikdaten, welche mit einem Tracker erstellt worden sind. Das Dateiformat wurde mit Fasttracker II eingeführt. Es ermöglicht Instrumente mit Lautstärke- und Panning-Hüllkurven sowie eine einfache Sample-Komprimierung.
Das XM-Format ist im Gegensatz zum MOD-Format von Protracker in wichtigen Details nicht präzise dokumentiert. Programmierer von Wiedergabeprogrammen schauten nicht selten in den Quellcode anderer Abspielprogramme.

## Verwendung
Einige Computerspiele von Epic Games wie zum Beispiel Unreal, Unreal Tournament oder Ion Storms Deus Ex verwendeten u. a. das XM-Format, gekapselt in einem „UMX“-Containerformat und unterstützt durch die Galaxy Sound Engine.

## Tracker
Moderne Tracker, die das XM-Format nicht nur lesen, sondern auch abspeichern können, sind z. B. der Milky Tracker, BeRoTracker oder der Mod Plug Tracker.

## Player
- VLC media player
- XMPlay
- JavaMod
- sonique